# Hudson (Michigan)
Hudson é uma cidade localizada no estado americano de Michigan, no Condado de Lenawee.

## Demografia
Segundo o censo americano de 2000, a sua população era de 2499 habitantes.
Em 2006, foi estimada uma população de 2392, um decréscimo de 107 (-4.3%).

## Geografia
De acordo com o United States Census Bureau tem uma área de
5,6 km², dos quais 5,6 km² cobertos por terra e 0,0 km² cobertos por água. Hudson localiza-se a aproximadamente 279 m acima do nível do mar.

## Localidades na vizinhança
O diagrama seguinte representa as localidades num raio de 20 km ao redor de Hudson.